# Lepidodactylus yami
Espèce
Lepidodactylus yami est une espèce de geckos de la famille des Gekkonidae.

## Répartition
Cette espèce est endémique de Lanyu à Taïwan.

## Publication originale
- Ota, 1987 : A new species of Lepidodactylus (Gekkonidae: Reptilia) from Lanyu Island, Taiwan. Copeia, vol. 1987, n. 1, p. 164-169.